# Пиептани (Горж)
Пиептани (рум. Pieptani) насеље је у Румунији у округу Горж у општини Калник. Oпштина се налази на надморској висини од 198 m.

## Становништво
Према подацима из 2002. године у насељу је живело 243 становника, од којих су сви румунске националности.